# Cardinal nordic
Cardinalul nordic (Cardinalis cardinalis) este o pasăre din genul Cardinalis. Poate fi întâlnită în sud-estul Canadei, prin estul Statelor Unite, din Maine până în Minnesota și Texas, New Mexico, sudul Arizonei, sudul Californiei și la sud prin Mexic, Belize și Guatemala. Habitatul său include păduri, grădini, tufărișuri și zone umede. Este pasărea de stat din Illinois, Indiana, Kentucky, Carolina de Nord, Ohio, Virginia și Virginia de Vest.
Cardinalul nordic este în principal granivor, dar se hrănește și cu insecte și fructe. Masculul are un comportament teritorial, marcându-și teritoriul prin cântec. În timpul curtării, masculul hrănește femela cu semințe de la cioc la cioc. Ponta cardinalului nordic conține, de obicei, trei până la patru ouă, iar în fiecare an se produc două până la patru cuiburi. Pe vremuri, cardinalul era apreciat ca animal de companie, dar vânzarea sa a fost interzisă în Statele Unite prin Legea privind Tratatul privind păsările migratoare din 1918.

## Taxonomie
Cardinalul nordic a fost descris de Carl Linnaeus în cea de-a 10-a ediție din 1758 a Systema Naturae. Acesta a fost inițial clasificat ca Loxia cardinalis, un gen care în prezent conține doar forfecuțe. În 1838, a fost recategorizat drept Cardinalis virginianus. În 1918, denumirea științifică a fost uneori înlocuită cu Richmondena cardinalis. În 1983, denumirea științifică a fost schimbată din nou în Cardinalis cardinalis, iar denumirea comună a fost schimbată în „cardinal nordic” pentru a evita confuzia cu alte câteva specii denumite cardinal.
Cardinalul este numit după cardinalii Bisericii Romano-Catolice, care poartă veșminte și tichii roșii distinctive. Termenul „nordic” din denumirea comună se referă la aria sa de răspândire, deoarece este cea mai nordică specie de cardinal cunoscută.
Cardinalul nordic are 19 subspecii:
- C. c. cardinalis (Linnaeus, 1758)
- C. c. affinis Nelson, 1899
- C. c. canicaudus Chapman, 1891
- C. c. carneus (Lesson, 1842)
- C. c. clintoni (Banks, 1963)
- C. c. coccineus Ridgway, 1873
- C. c. flammiger J.L. Peters, 1913
- C. c. floridanus Ridgway, 1896
- C. c. igneus S.F. Baird, 1860
- C. c. littoralis Nelson, 1897
- C. c. magnirostris Bangs, 1903
- C. c. mariae Nelson, 1898
- C. c. phillipsi Parkes, 1997
- C. c. saturatus Ridgway, 1885
- C. c. seftoni (Huey, 1940)
- C. c. sinaloensis Nelson, 1899
- C. c. superbus Ridgway, 1885
- C. c. townsendi (van Rossem, 1932)
- C. c. yucatanicus Ridgway, 1887

## Descriere

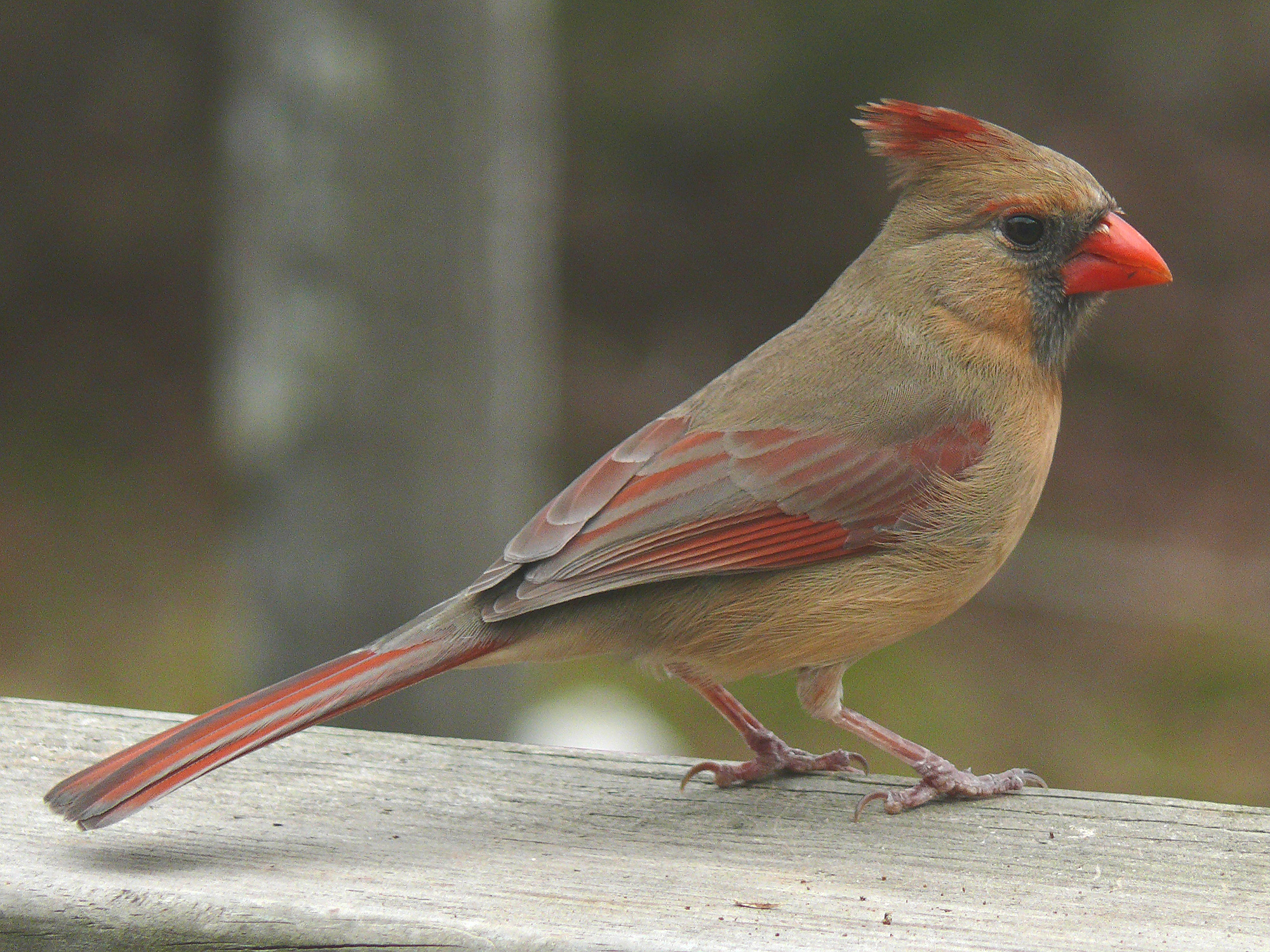
Femela este asemănătoare fizic cu masculul, dar nu are culoarea roșu-aprins.

Cardinalul nordic este o pasăre cântătoare de mărime medie, cu o lungime a corpului de 21-23,5 cm și o anvergură a aripilor de 25-31 cm. Adultul cântărește între 33,6-65 g, cu o medie de 44,8 g. Masculul este în medie puțin mai mare decât femela.
Penajul masculului adult este de un roșu aprins, cu o mască neagră deasupra ochilor, care se extinde până în partea superioară a pieptului. Culoarea devine mai ternă și mai închisă pe spate și pe aripi. Femela este de culoare cafenie, cu tonuri mai ales gri-maronii și o ușoară nuanță roșiatică pe aripi, creastă și penele de la coadă. Masca facială a femelei este gri spre negru și este mai puțin definită decât cea a masculului. Ambele sexe au creste proeminente ridicate și ciocuri de culoarea corai. Ciocul este conic și puternic. Păsările tinere, atât masculii, cât și femelele, prezintă un penaj similar cu cel al femelelor adulte până în prima toamnă a vieții lor, când se transformă și le cresc pene de adult.
Culoarea penajului masculilor este produsă de pigmenții carotenoizi din alimentație. Colorarea este produsă atât de pigmenții roșii, cât și de pigmenții carotenoizi galbeni. Masculii cardinalilor nordici metabolizează pigmenții carotenoizi pentru a crea o pigmentare a penajului de o culoare diferită de cea a pigmentului ingerat. Atunci când sunt hrăniți doar cu pigmenți galbeni, masculii devin de culoare roșu pal. Există câteva exemplare rare care nu au enzima care transformă carotenoidele în pigmenți roșii și au ciocul și penele galbene (cu excepția măștii negre de pe față).
În timpul iernii, cardinalii își umflă penele de puf pentru a păstra aerul cald lângă corpul lor. Penele de puf sunt mici și sunt la baza fiecărei pene de zbor. Picioarele sunt subțiri, lipsite de pene și sunt vulnerabile la pierderea rapidă a căldurii. La temperaturi scăzute, cardinalii tremură și își încordează mușchii, în special mușchii pieptului, pentru a genera căldură. Cardinalii au capacitatea de a-și scădea temperatura corpului cu 3 până la 6°, dacă este necesar, pentru a supraviețui temperaturilor scăzute.
Cardinalul nordic are un sunet de alarmă distinctiv, un sunet scurt, metalic. Acest strigăt este adesea emis atunci când prădătorii se apropie de cuib, pentru a avertiza femela și puii. Ambele sexe cântă modele de cântece clare, fluierate, care sunt repetate de mai multe ori, apoi variate. Cântecele celor două sexe ale cardinalului nordic, deși nu pot fi deosebite de urechea umană, sunt dimorfice din punct de vedere sexual. Se sugerează că acest lucru se datorează diferențelor în nivelurile de hormoni ale celor două sexe.

## Comportament

### Hrană

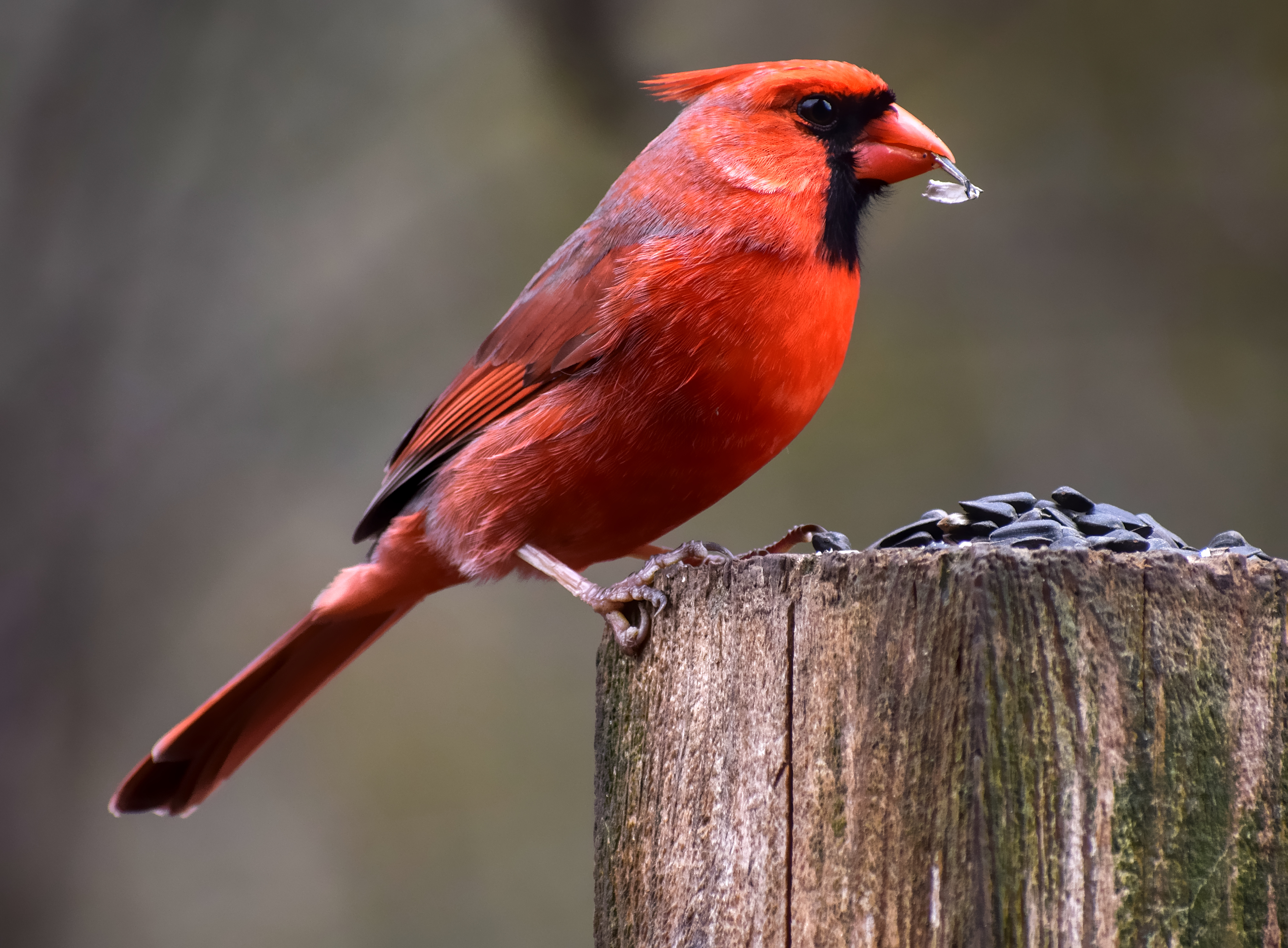
Hrănindu-se cu semințe

Dieta cardinalului nordic adult constă în principal (până la 90%) din semințe de buruieni, cereale și fructe. Cardinalul se hrănește la sol și găsește hrana în timp ce țopăie pe sol printre copaci sau arbuști. Consumă, de asemenea, melci și insecte, inclusiv gândaci, cicade și lăcuste, iar puii se hrănesc aproape în întregime cu insecte. Se mai hrănește cu porumb, ovăz, semințe de floarea soarelui, florile și scoarța ulmilor și bea seva de arțar din găurile făcute de ciocănitori.

### Teritorialitatea
Cardinalul nordic este o pasăre cântătoare teritorială. Masculul cântă cu un fluierat puternic și clar din vârful unui copac sau dintr-un alt loc înalt pentru a-și apăra teritoriul. Va alunga alți masculi care intră pe teritoriul său. Își poate confunda imaginea de pe diferite suprafețe reflectorizante cu cea a unui mascul invadator și se va lupta neîncetat cu reflexia sa. Cardinalul nordic își învață cântecele și, ca urmare, acestea variază de la o regiune la alta. Perechile călătoresc adesea împreună. Cântecele unui cardinal nordic se suprapun de obicei mai mult în silabe atunci când sunt comparate cu cele ale altor cardinali nordici din apropiere decât cu cele ale celor aflați la distanță.

### Reproducere
Perechile se pot împerechea ani la rând, dar unele „divorțează” între sezoane sau aleg un nou partener atunci când unul moare. Perechile rămân în general împreună tot anul, dar nu sunt neapărat monogame. Studiile ADN efectuate pe două populații de cardinali au arătat că pentru 9-35% dintre pui partenerul femelei nu era și tatăl puilor. Perechile împerecheate cântă uneori împreună înainte de cuibărit. În timpul curtării, ei pot participa, de asemenea, la un comportament de legătură în care masculul colectează mâncare și o aduce femelei, hrănind-o de la cioc la cioc.
Cuibul cardinalilor este făcut din crengi subțiri, fâșii de scoarță și ierburi, căptușit cu ierburi sau alte fibre vegetale. Masculii aduc uneori material pentru cuib femelei, care se ocupă de cea mai mare parte a construcției. Ea zdrobește crenguțele cu ciocul până când acestea devin flexibile, apoi se întoarce în cuib pentru a îndoi crenguțele în jurul corpului și pentru a le împinge cu picioarele în formă de cupă. Cupa are patru straturi: crengi grosiere (și uneori bucăți de gunoi) acoperite cu un covor de frunze, apoi căptușite cu scoarță de viță de vie (atunci când este disponibilă) și, în final, ierburi, tulpini, rădăcini și ace de pin (atunci când sunt disponibile). Construirea cuibului durează de obicei între trei și nouă zile; produsul finit are 5,1-7,6 cm înălțime, 10,1 cm diametru, cu un diametru interior de aproximativ 7,6 cm.  De obicei, cardinalii nu își folosesc cuibul mai mult de o dată. Femela construiește un cuib în formă de cupă într-un loc bine ascuns într-un tufiș dens sau într-un copac la 1-3 metri de sol.
Cel mai bătrân cardinal sălbatic inelat de cercetători a trăit cel puțin 15 ani și 9 luni, deși o pasăre captivă a trăit 28,5 ani. Ratele anuale de supraviețuire pentru cardinalii nordici adulți au fost estimate la 60-65%.

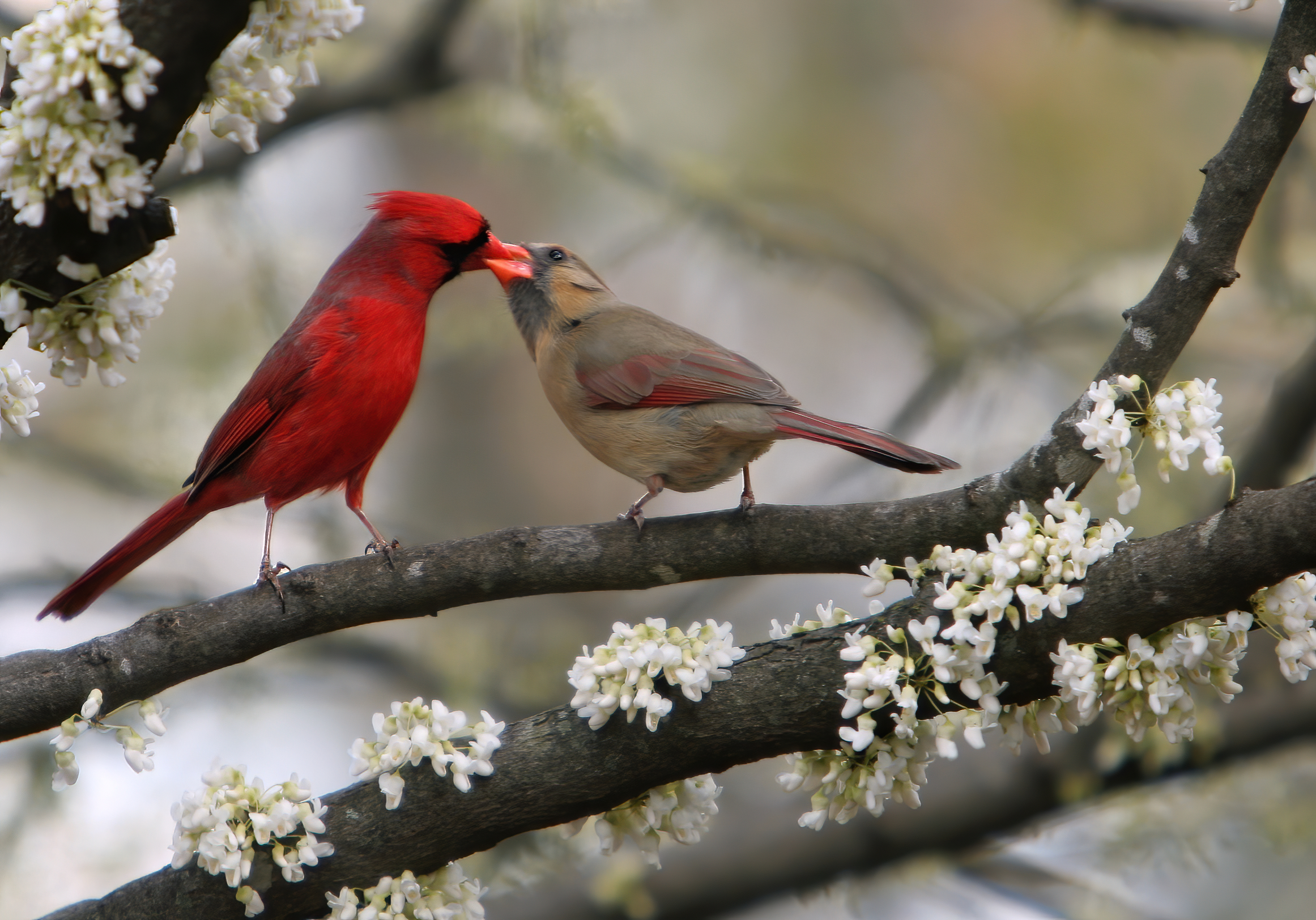
Curtare
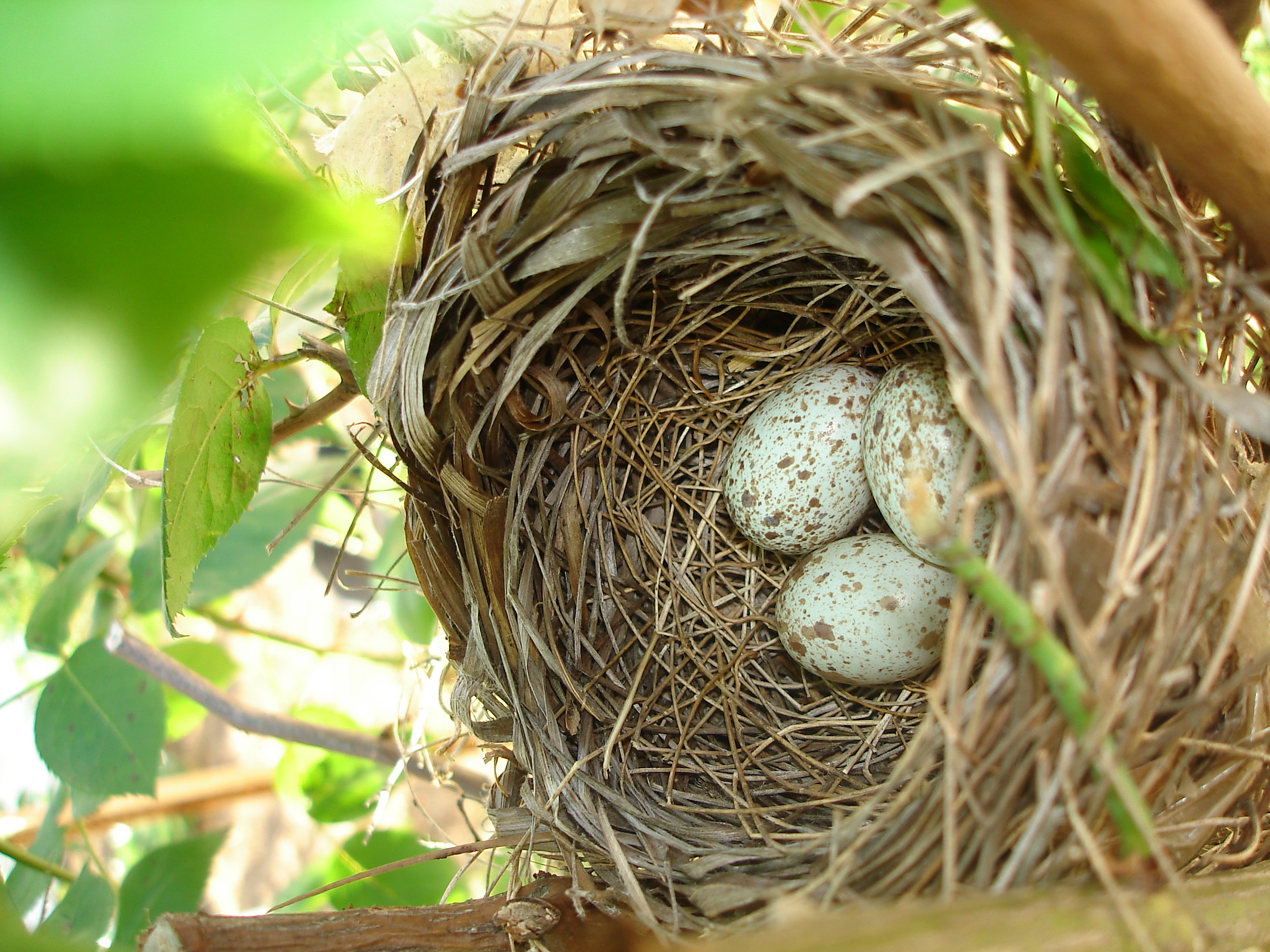
Cuib cu ouă
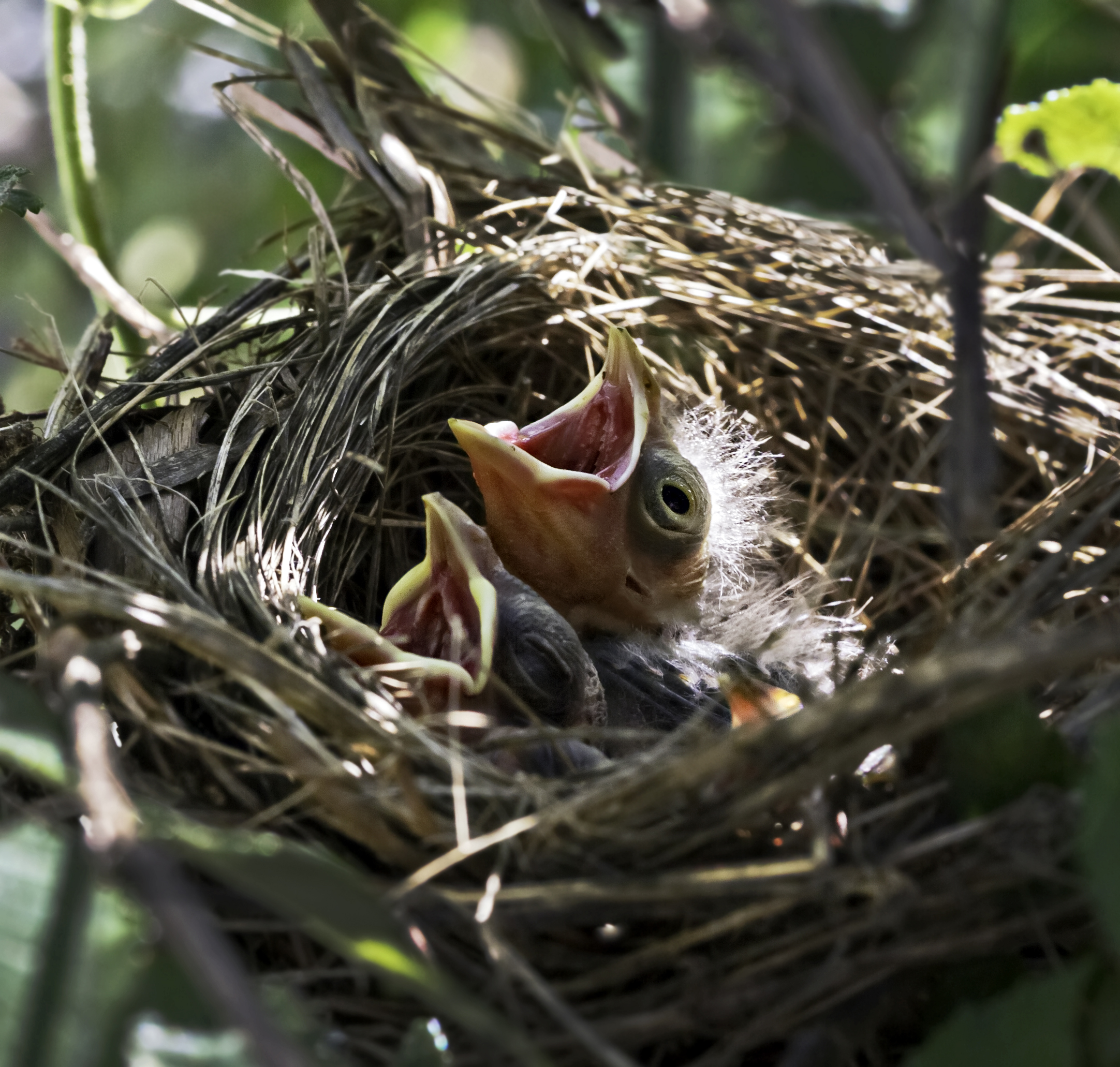
Pui
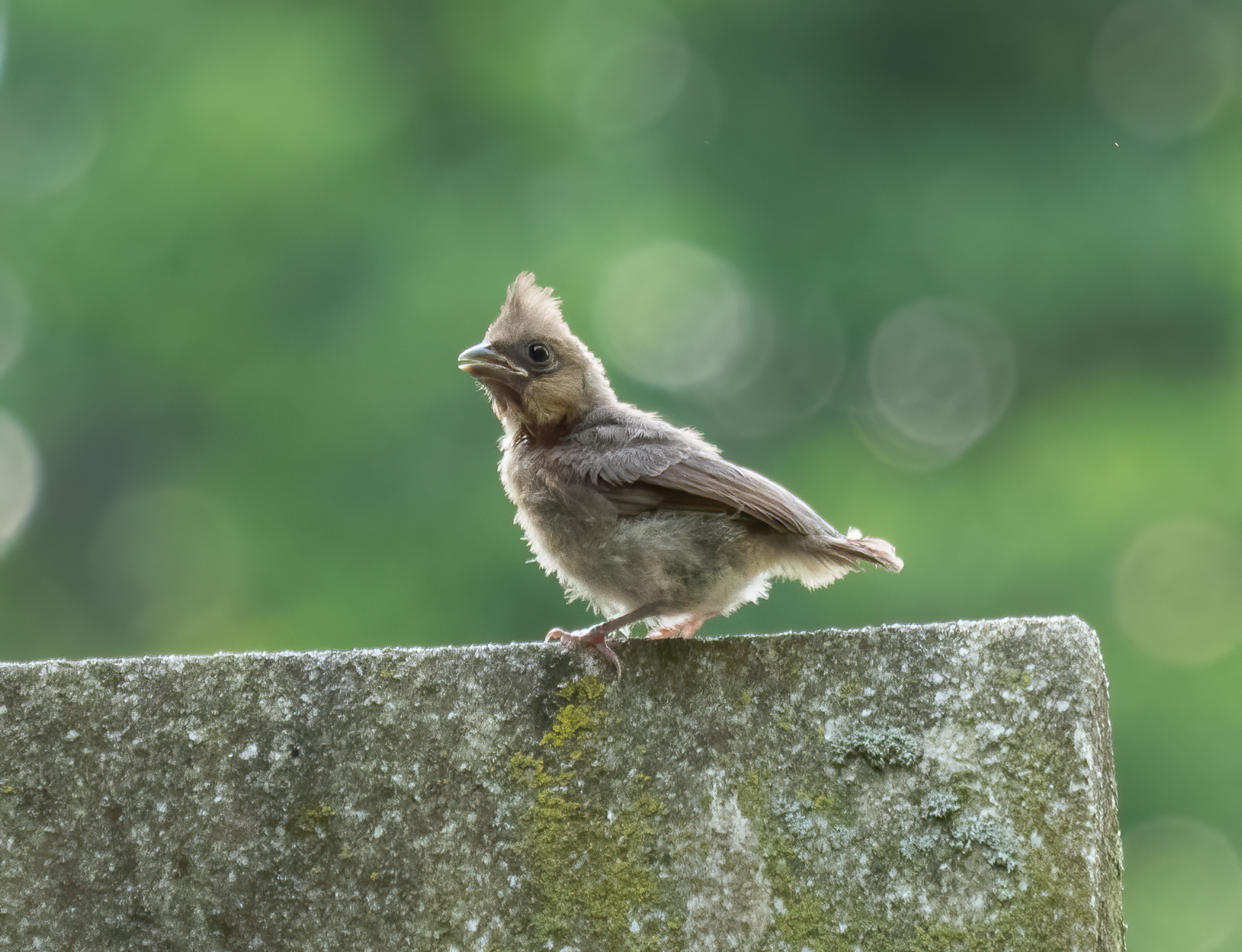
Juvenil